# Aristida chaseae
Aristida chaseae är en gräsart som beskrevs av Albert Spear Hitchcock. Aristida chaseae ingår i släktet Aristida och familjen gräs.
Artens utbredningsområde är Puerto Rico. Inga underarter finns listade i Catalogue of Life.

## Bildgalleri

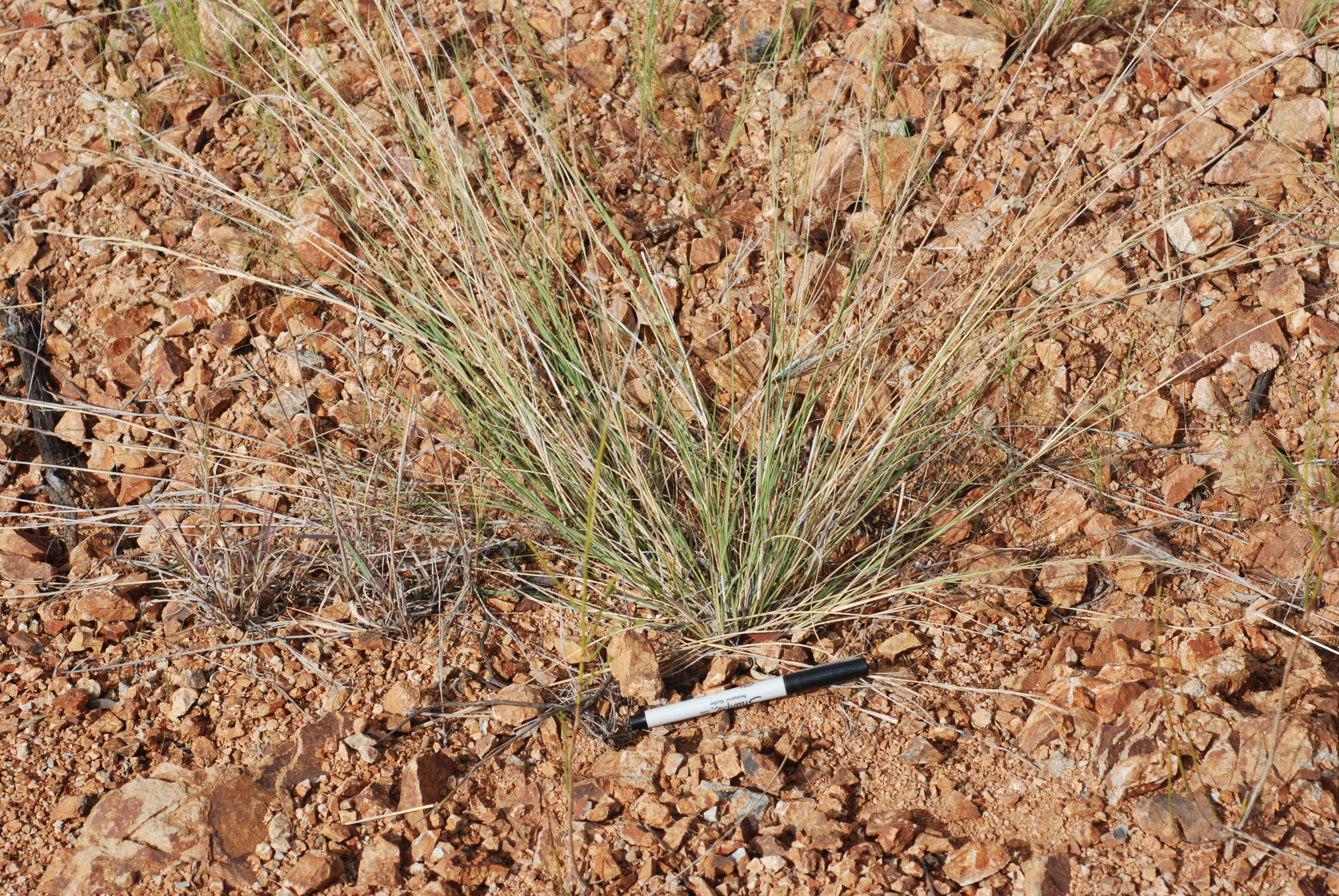
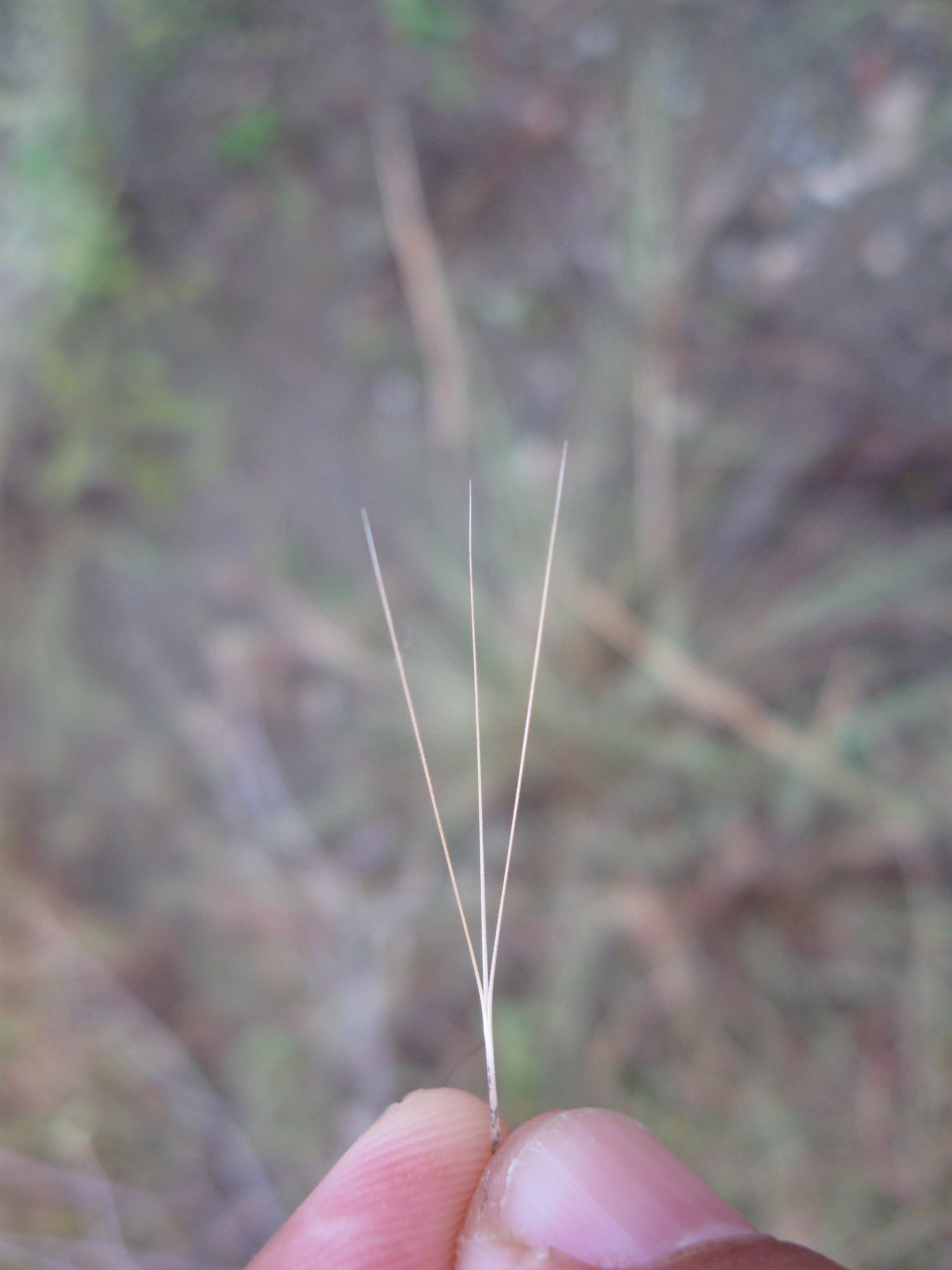